# 샤프트 (기업)
유한회사 샤프트(일본어: 有限会社シャフト, 영어: SHAFT INC.)는 애니메이션의 기획·제작을 주된 사업 내용으로 하는 일본의 기업이다.

## 개요

### 설립
구 무시 프로덕션 출신의 와카오 히로시가 1975년에 창업한 채색 스튜디오가 회사의 모체이다. 설립 초기에는 비슷한 시기에 설립된 스튜디오 딘과 함께 선라이즈 및 신에이 동화로부터의 하청을 받았다.

### 업무 확대
1980년대 초 작품 전반의 제작을 개시하였다.

### 최근 동향
2004년에 대표 와카오 히로시가 퇴직하고 구보타 히카루가 대표이사로 취임하였다. 대표 교대를 전후하여 디지털 제작 방식이 도입되었다. 2004년 월영을 시작으로 신보 아키유키(新房昭之), 오이시 타츠야(尾石達也), 오오누마 신(大沼心) 등이 제작에 참가하여 독특한 연출과 패러디가 함축된 독특한 작품을 제작하고 있다. 특히 신보 아키유키가 감독을 맡은 이후 독특하고 기발한 연출 아이디어와 이미지 구성 등이 인기를 끌어 애니메이션 팬뿐만 아니라 애니메이션 제작 업계로부터도 작품의 선호도나 지지가 많다.

## 제작 작품

### TV 애니메이션

#### 1900년대
1995년
- 꾸러기 수비대 - 1995년

#### 2000년대
2000년
- 멋지다 코니

2001년
- G-on 라이더스 (TNK와 공동제작)
- 마호로매틱 (가이낙스와 공동제작)

2002년
- 마호로매틱
- 마호로매틱 ~더 아름다운 것~ (가이낙스와 공동제작)
- 아케이드 게이머 후부키

2003년
- 마호로매틱 ~더 아름다운 것~ (가이낙스와 공동제작)
- 아케이드 게이머 후부키
- 포포탄

2004년
- 이 추하고도 아름다운 세계 (가이낙스와 공동제작)
- 월영

2005년
- 이 사람이 나의 주인님 (가이낙스와 공동제작)
- 파니포니 대쉬 (간시스와 공동제작)

2006년
- REC
- 네기마!?

2007년
- 히다마리 스케치
- 안녕, 절망선생
- ef - a tale of memories.

2008년
- 히다마리 스케치 ×365
- 속 안녕, 절망선생
- ef - a tale of melodies.

2009년
- 마리아†홀릭
- 여름의 폭풍!
- 괴물 이야기
- 참 안녕, 절망선생
- 여름의 폭풍! 춘하동중

#### 2010년대
2010년
- 히다마리 스케치 ×☆☆☆
- 댄스 인 더 뱀파이어 번드
- 아라카와 언더 더 브리지
- 아라카와 언더 더 브리지x브리지
- 그래도 마을은 돌아간다

2011년
- 마법소녀 마도카☆마기카
- 마리아†홀릭 Alive
- 전파녀와 청춘남
- 히다마리 스케치 × SP

2012년
- 가짜 이야기
- 히다마리 스케치 × 허니컴
- 고양이 이야기

2013년
- 사사미양@노력하지 않아
- 〈이야기〉 시리즈 세컨드 시즌

2014년
- 니세코이
- 메카쿠시티 액터즈
- 꽃 이야기
- 빙의 이야기

2015년
- 행복 그래피티
- 니세코이:
- 끝 이야기

2016년
- 3월의 라이온 (제1 시리즈)

2017년
- 끝 이야기 (下)
- 3월의 라이온 (제2 시리즈)

2018년
- Fate/EXTRA Last Encore

2019년
- 속·끝 이야기

#### 2020년대
2020년
- 마기아 레코드 마법소녀 마도카☆마기카 외전 1st SEOSON
- 어설트 릴리 BOUQUET

2021년
- 미소년 탐정단
- 마기아 레코드 마법소녀 마도카☆마기카 외전 2nd SEASON -각성 전야-

2022년
- 마기아 레코드 마법소녀 마도카☆마기카 외전 Final SEASON -얕은 꿈의 새벽-
- 연맹공군 항공마법음악대 루미너스 위치스
- RWBY 빙설제국

2023년
- 5등분의 신부 ∽

2025년
- 닌자와 암살자의 동거

### OVA
2002년
- 아케이드 게이머 후부키

2006년
- 네기마!? 봄 (갠지스와 공동제작)
- 네기마!? 여름 (갠지스와 공동제작)

2008년
- 【옥・】 안녕, 절망선생
- 마법선생 네기마! 〜하얀 날개 ALA ALBA〜

2009년
- 마법선생 네기마! 〜또 하나의 세계〜
- 【참・】 안녕, 절망선생 번외지

2011년
- 제멋대로 카이조

2013년
- 히다마리 스케치 사에・히로 졸업편

2014년
- 니세코이

2015년
- 니세코이
- 매지컬 스위트 프리즘 나나

2016년
- 니세코이
- 잘린머리 사이클 청색 서번트와 헛소리꾼

### 웹 애니메이션
2016년
- 코요미모노가타리

2024년
- 이야기 시리즈 오프 & 몬스터 시즌

### 극장 애니메이션
2007년
- 키노의 여행 ―For You―

2011년
- 극장판 마법선생 네기마! ANIME FINAL

2012년
- 극장판 마법소녀 마도카☆마기카 [전편] 시작의 이야기
- 극장판 마법소녀 마도카☆마기카 [후편] 시작의 이야기

2013년
- 극장판 마법소녀 마도카☆마기카 [신편] 반역의 이야기

2016년
- 상처 이야기 〈I 철혈편〉
- 상처 이야기 〈II 열혈편〉

2017년
- 상처 이야기 〈III 냉혈편〉
- 쏘아올린 불꽃, 밑에서 볼까? 옆에서 볼까?

2024년
- 극장판 마법소녀 마도카☆마기카 〈발푸르기스의 회천〉

## 같이 보기
- 무시 프로덕션
- 가이낙스
- 디오미디어
- SILVER LINK.